# Salsa bordelesa

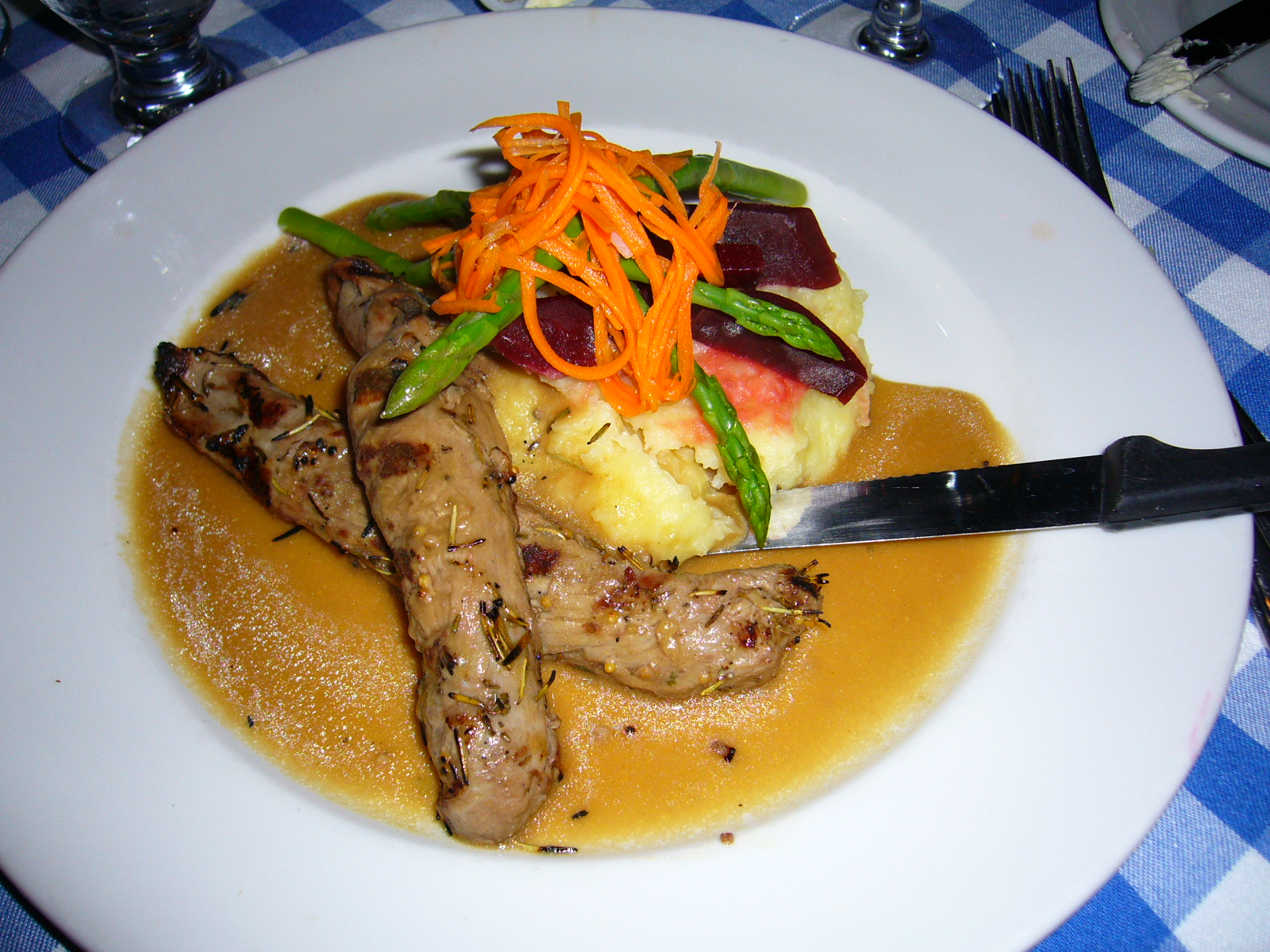
Solomillo de cerdo en salsa bordelesa.

La salsa bordelesa es una salsa clásica de la cocina francesa así llamada porque su origen procede de la zona vinícola de Burdeos. La salsa emplea vino tinto seco de la zona, tuétano de huesos, chalotas, especias y un caldo concentrado de carne conocido como demi-glace. La salsa es denominada como sauce marchand de vins («salsa de los mercaderes de vinos») que puede tomarse como una denominación similar.

## Salsa bordelesa de Nueva Orleans
Existe una salsa bordelesa muy usada en la cocina de Nueva Orleans, que difiere algo de la versión francesa tradicional y cuyo origen remonta a la llegada de los cajunes. La connotación básica es el ajo, no se emplea vino tinto, ni tuétano. Existe una versión que no difiere mucho de la versión francesa denominada marchand d'vin y que lleva vino tinto y demi-glace con añadidura de ajo en lugar de la chalota. Una segunda versión que emplean la mayoría de los habitantes de Nueva Orleans consiste en mantequilla, aceite de oliva, cebolla de primavera muy picada (denominada tradicionalmente en Nueva Orleans shallots, en inglés), perejil, y ajo. Esta combinación se fundamenta en los escargots Bordelaise, un plato que está disponible en la mayoría de los restaurantes de Nueva Orleans desde comienzos del siglo XX. La asociación de la salsa bordelesa con el ajo fue desplazando poco a poco el uso de la versión con demi-glace. Una receta de 1904 de la cocina criolla (en inglés: creole, en francés: créole) menciona ajo y perejil junto con cebollas de primavera, vino rojo, carne de ternera picada y «salsa española» (sauce espagnole).